# ویلی بوکلانت
ویلی بوکلانت (انگلیسی: Willy Bocklant; ۲۶ ژانویهٔ ۱۹۴۱ – ۶ ژوئن ۱۹۸۵) دوچرخه‌سوار اهل بلژیک بود.
از باشگاه‌هایی که در آن بازی کرده‌است می‌توان به تیم دوچرخه‌سواری فلاندریا، و تیم دوچرخه‌سواری فلاندریا، اشاره کرد.